# Hideaga, Maramureș
Hideaga este un sat în comuna Satulung din județul Maramureș, Transilvania, România.

## Etimologie
Etimologia numelui localității: Din n. top. magh. Hidegkuth > Hideg + suf. top. -a. 

## Demografie
La recensământul din 2011, populația era de 630 locuitori. 

## Date istorice
- În 1475 apare pentru prima dată în documentele vremii cu denumirea de Hidegkut .
- În 1566 din stăpânirea lui Dragfy Gaspar, cetatea Chioar trece cu toate satele în stăpânirea lui Gheorghe Batory prin căsătoria acestuia cu văduva lui Gaspar.
Erau 65 sate românești și 2 sate ungurești (Lăpușel și Berchez). Satele românești sunt cuprinse în 12 voievodate.
Hideaga era cuprinsă în voivodatul lui Benea, care mai avea satele Colțirea și Bozinta.
- În 1733 din punct de vedere religios în documente apare Hideaga care, cu 12 familii de români credincioși, cu preot unitarian, aparțin Arhidiaconatului Coasului. Preotul era "Georgius", numit de Inocențiu Micu Klein.
- În 1750 satul Hidegkut apare cu 148 de locuitori și biserică cu cantor. Aparține protopopiatului Coas, districtul Chioar.
- În 1900 Hideaga avea 428 de locuitori, din care 363 romani și  65 evrei și unguri. Religia era greco-catolică, filială a parohiei Finteușu Mic din districtul protopopesc al Mireșului Mare, comitatul Szatmar. 
- Ioan Coza era paroh în Pribilești și inspectorul școalelor din districtul Mireșu Mare. În Finteușu Mic era paroh Alexandru Peter, cantor Iustin Kerekes.
- Hideaga avea biserică din zidărie, cu hram la Sfântul Nicolae, construită în 1862, școală din lemn, cu școlari de toate zilele 28, și școlari de repaus 11. Cantor învățător era Paul Mihnea, cu credincioși greco-catolici 340 și evrei 38.
- Celelalte parohii au fost: Rămeți, cu filiala Tolgieș, Lăpușel Bozânta Mică cu filiala Colțirea, Nosufalau cu filiala Mogoșești, Lucăcești cu filiala Dănești, Mirseu Mare, Pribilești cu filiala Fersig, Posta cu filiala Sapaia.
- În 1904 Augustin Dagos din Hideaga este membru al Departamentului Șimleu-Șomcuța
- În 1913 Peteri Alexandru vine preot în Hideaga.
- În 1918 la 27 noiembrie se întocmește Credintionalul cu cei care merg la Marea Adunare de la Alba Iulia. Din Hideaga merg Ștefan Buciuman și Timofie Dragoș.
- În 1921 Hideaga apare în documentele de la București prin înscrisul lui Ștefan Meteș.
- În 1925 Departamentul Chioar are 40 comune din care în 22 sunt cercuri culturale cu biblioteci, printre care și Hideaga.
- În 1930 Hideaga se desființează ca plasă și trece la Șomcuța Mare.
- În 1930, la doi ani după incendiul bisericii se fac donații pentru biserica nouă. Reuniunea Marianelor din Șomcuța Mare donează 10 000 lei.
- În 1931 Olga Man-studentă, prezintă lucrarea cu obiceiurile de Crăciun din Hideaga.
- În 1933-1937 se construiește biserica cea nouă și școală nouă.
- În 1936 la Hideaga se înființează Notariatul de care aparțin Coltirea, Mogoșești, Bozanța Mică.
- În 1938 tâmplarul Andrei Sasaran, în casa lui Gheorghe Oprea, înființează corul din Hideaga, care apoi continuă sub bagheta dirijorilor Vasiliu Becea, Pop Timofie, Valentin Baintan, Ioan Săcălean.
- În 1944 cad primele obuze, pe șosea, lângă biserică. Este rănită ușor Cornelia Peter. Continua duelul de artilerie rusă aliniată între șosea și calea ferată, cu artileria germană, aliniată în dealurile Buzești-Ardușat.
- În 1949 Hideaga ține de plasa Ardușat.
- În 1968 se construiește căminul cultural
- În 1969 se face brutărie sătească.
- În 1970 corul din Hideaga cântă la Athenee Palace, la Lugoj în sala Palatului. Aduce trofeul "Ioan Vidu"
- În 1972 corul cântă la Copalnic Mănăștur cu ocazia aniversarii a 70 ani de la înființarea corului acestui sat.
- În 1973 în urma concertelor de la Suceava aduce trofeul "Ciprian Porumbescu"

## Personalități locale
- Dragoș Teofil (1874-1934), avocat, politician, deputat; consilier politic a lui Vasile Lucaciu.

## Note

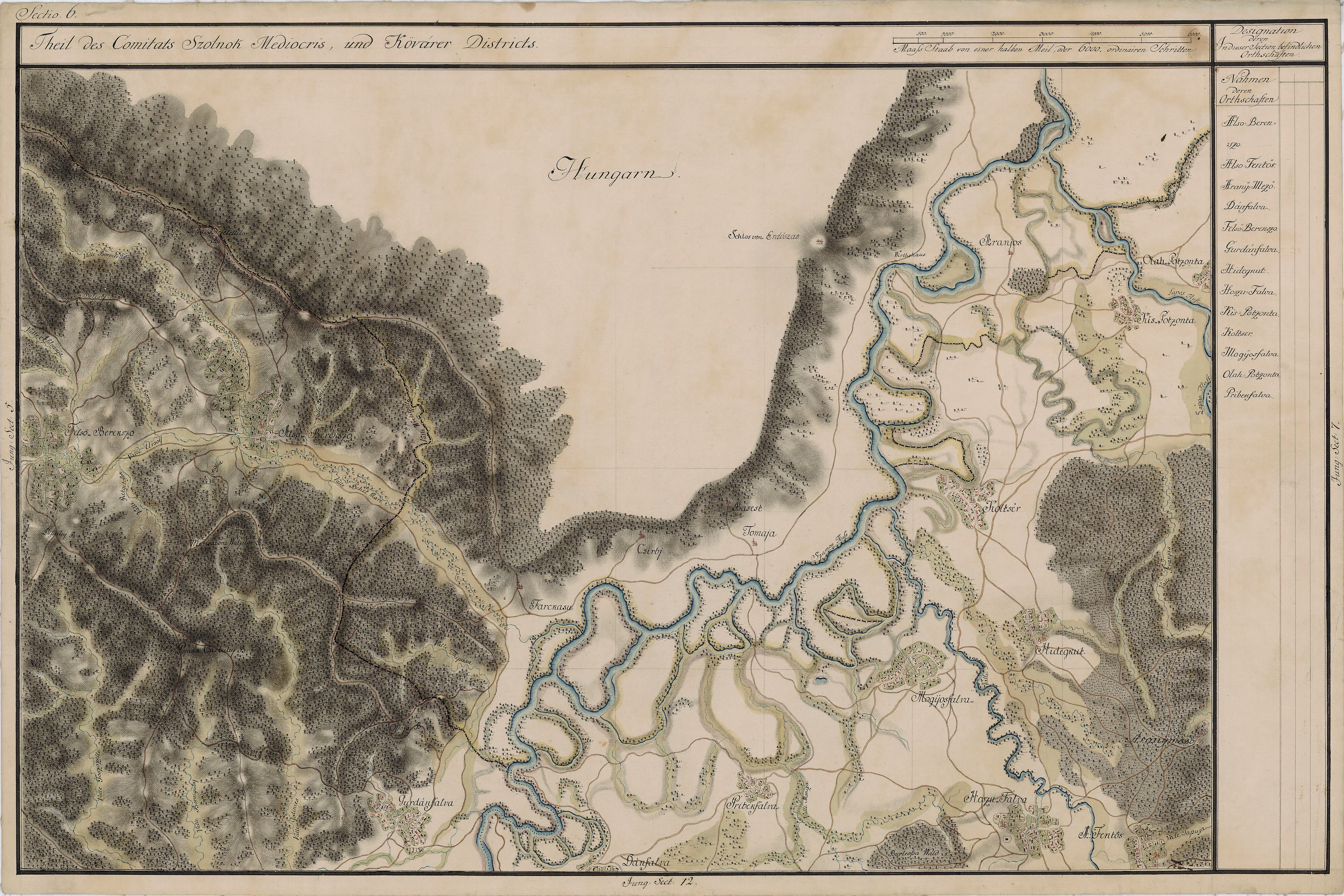
Hideaga în Harta Iosefină a Transilvaniei